# صولجان سخم
| S42 |

| S42 |

صولجان سخم (بالإنجليزية: The sekhem scepter)‏ هو نوع من الصولجانات الطقوسية يعود إلى مصر القديمة. إنه رمز للسلطة وغالبًا ما يتم دمجه في الأسماء والكلمات المرتبطة بالسلطة والتحكم. صولجان سخم (الذي يرمز إلى «القوة») مرتبط بصولجان «خرب» («رب)» الذي يرمز إلى «المُتحكم أو الحاكم»، وصولجان «أبا» الذي يرمز إلى «ذو البأس»، والتي يتم تمثيلها جميعها بنفس الرمز الهيروغليفي.

## رمز الرتبة

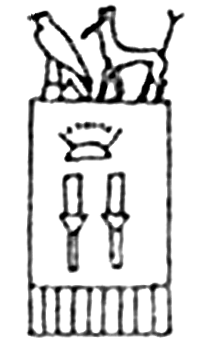
سرخ خع سخموي، ملك من الأسرة الثانية.

لكونه رمزًا للسلطة أو القوة/القدرة، فقد دُمج صولجام سخم في كثير من الأحيان في أسماء مختلفة. على سبيل المثال، اسم ملك الأسرة المصرية الثالثة سخم خت، والإلهة اللبؤة سخمت، واسمها يعني «هي ذات البأس».
بعد الأسرة الثالثة، ظهر صولجان سخم في الأسماء الملكية للملوك المصريين، ولاحقًا في ألقاب الملكات والأميرات أيضًا. عندما يمسك الملك صولجان سخم في يده اليمنى، كان عادة ما يحمل صولجانًا أو مبخرة في اليسار.
منذ العصور القديمة، شغل الوزير ومسؤولون آخرون من ذوي الرتب المهمة منصب سخم، مما يرمز إلى حياة الفرد الناجحة ومكانته المرموقة. غالبًا ما كان يتم تصوير هؤلاء المسؤولين وهم يحملون الصولجان أثناء أداء واجباتهم. إذا كانوا يمسكون الصولجان في يدهم اليمنى، فإنهم عادةً ما يمسكون بعصا في يدهم اليسرى. يصور التمثال الجنائزي المصري الكلاسيكي المتوفى مع عصا في يد وصولجان سخم في اليد الأخرى. وبوصفه صولجانًا للمنصب، فقد نحتت عينين على الجزء العلوي منه.

## معنى سخم
| O34 |

| Aa1 | Z9 |

| Aa13 |

| Y7 |

| O34 |

| Aa1 | Z9 |

| Aa13 |

| Y7 |

معنى الكلمة المصرية سخم هي القوة.

## الرمزية الدينية

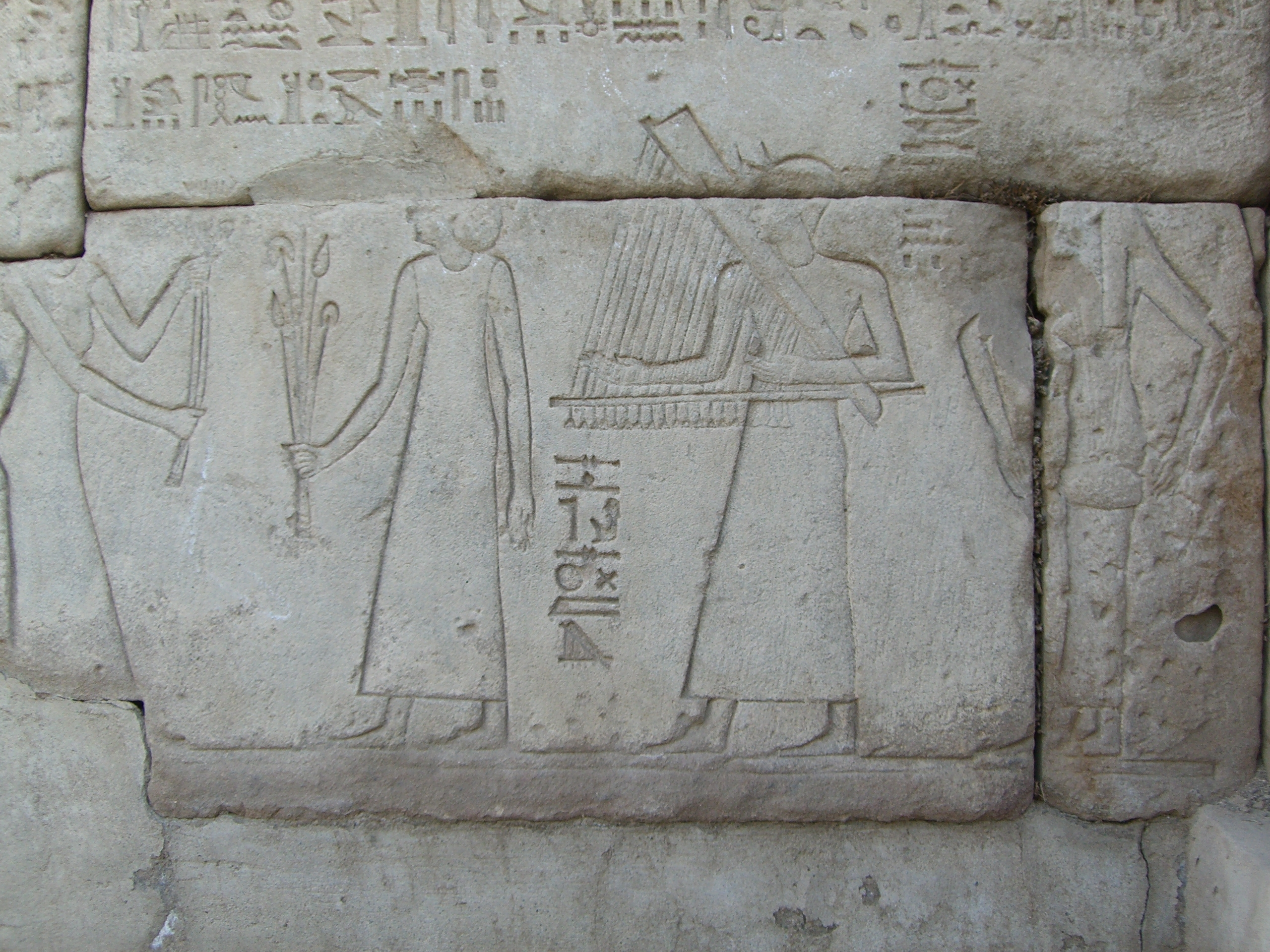
نقش بارز من جدار تراجان الذي يمثل موكبًا من المطربين والموسيقيين على شرف مونتو في مدامود.

غالبًا ما كان يُطلق على أوزوريس «السخم العظيم» أو «القوى الأولى». ومن ثم، غالبًا ما كان سخم يستخدم كرمز لإله العالم السفلي. ربما أدى هذا إلى تحول هذا الصولجان أيضًا إلى شعار أنوبيس. كان صولجان سخم مقدسًا لأنوبيس في معبد هو (المعروف باسم «ضميمة سخم»). كثيرا ما يصور أنوبيس في تجسيده لكلب مستلق مع صولجان سخم خلفه. في مثل هذه الصور، غالبًا ما يتم تصوير الصولجان برأس ممدود. كان الصولجان مرتبطًا أيضًا بـخينتي أمينتيو (رئيس الغربيين)، وهو إله آخر كان مرتبطًا بشكل خاص بالمقبرة الملكية. في هذا النوع من التمثيل الأيقوني، غالبًا ما تُعطى سخم عينان، تم نحتها أو رسمها على الجزء العلوي من الصولجان كرمز يشير إلى أنه مظهر من مظاهر القوة الإلهية.
كما تم استخدام سخم في طقوس القرابين الجنائزية والمعبد. غالبًا ما كان المسؤول الذي قدم القرابين يحملها. في مثل هذه الحالات، كان الصولجان يُمسك باليد اليمنى ويلوح أربع أو خمس مرات على القرابين أثناء تلاوة الطقوس. تم العثور على صولجان سخم مذهب في مقبرة توت عنخ آمون. على ظهر هذا الصولجان تم نحت خمسة سجلات تصور ثورًا مذبوحًا، مما قد يشير إلى أن الصولجان قد لوح خمس مرات فوق القربان.
يمثل صولجان سخم الشكل المتأخر من سيستروم، وسيستروم هي آلة موسيقية كانت مقدسة لحتحور وكانت تحملها كاهناتها. كان لسيستروم حلقة معدنية مع الأناشيد مثبتة على مقبض وجه إلهة البقر.